# Dick Advocaat
Dirk Nicolaas „Dick“ Advocaat (* 27. září 1947 Haag) je nizozemský fotbalový trenér a bývalý profesionální hráč. Od července roku 2021 je trenérem irácké reprezentace. Během své trenérské kariéry vedl i reprezentace Nizozemska, Jižní Koreje, Spojených arabských emirátů, Belgie, Ruska a Srbska. Trénoval rovněž několik nejen nizozemských klubů včetně PSV Eindhoven, Feyenoordu a Utrechtu.

## Trenérská kariéra
Srbskou reprezentaci trénoval pouhé čtyři zápasy, než v listopadu 2014 u týmu skončil. V březnu 2015 nahradil u anglického prvoligového celku Sunderland AFC odvolaného kouče Guse Poyeta a podepsal smlouvu do konce sezony.

### Glasgow Rrangers (1998–2001)
Advocaat se stal teprve desátým trenérem v historii Rangers a prvním zahraničním, když začátkem června 1998 nastoupil na místo uvolněné jeho předchůdcem Walterem Smithem. S pomocí klubového předsedy Davida Murrayho přebudoval mužstvo četnými příchody a odchody. Mezi posilami se objevila jména jako Andrej Kančelskis, Arthur Numan, Giovanni van Bronckhorst a Colin Hendry. Hned v první sezóně se probojoval do finále Ligového poháru, kde na stadionu Celtic Park porazil St. Johnstone 2:1, prosadili se Guivarc'h a Albertz. Tentýž stadion měl 2. května 1999 možnost vidět prohru domácího Celticu s Rangers 0:2, prosadili se McCann a z penalty Albertz. Přes sedm tisíc fanoušků hostů mohlo slavit mistrovský titul. Když Rod Wallace vstřelil jediný gól dalšího zápasu proti Celticu ve finále Tennent’s Scottish Cupu, získali Rangers treble. Cesta Pohárem UEFA skončila ve 3. kole (de facto osmifinále) proti Parmě, která soutěž vyhrála.
Další rok získali Rangers double, když vyhráli ve finále Skotského poháru 4:0 nad Aberdeenem a v lize získali titul s 21 bodovým náskokem nad Celticem.
Celtic zareagoval angažováním trenéra Martina O’Neilla. První zápas mezi oběma kouči skončil porážkou nizozemského kouče 2:6. Tuto sezónu to byl naopak Celtic, kdo získal treble.
V průběhu sezóny 2001/02, Advocaatovy čtvrté v Rangers, odstoupil z funkce trenéra a přijal roli sportovního ředitele. V prosinci klub angažoval trenéra Alexe McLeishe. Skotský celek zažil alespoň úspěch v Poháru UEFA, kde postoupil do 4. kola (de facto osmifinále).
Advocaat opustil Rangers v listopadu 2002, aby se plně věnoval práci u reprezentace Nizozemska.

### Nizozemská reprezentace (2002–2004)
Začátkem roku 2002 byl podruhé v kariéře jmenován trenérem Nizozemska, které mělo tendenci nenaplňovat očekávání a na předchozí turnaj – Mistrovství světa 2002 – se ani nekvalifikovalo. V polovině února ve svém prvním zápase (přátelském) remizoval 1:1 s Anglií. V kvalifikační skupině obsadilo Nizozemsko druhé místo za Českem a po „povinné“ výhře 5:0 nad Moldavskem se mělo v play-off o Mistrovství Evropy utkat se Skotskem. V listopadu 2003 již tak kritizovaný Advocaat prohrál ve Skotsku 0:1, doma ale jeho tým vyhrál 6:0 a postoupil. Trenér nasadil 19letého záložníka Wesleyho Sneijdera, dalším strůjcem výhry byl autor tří gólů Ruud van Nistelrooy.
Na Mistrovství Evropy se Nizozemsko střetlo nejprve s Německem a v závěru po gólu van Nistelrooye uhrálo bod za remízu 1:1, v duelu ale bylo slabším mužstvem. Proti Česku ve druhém zápase promarnili Nizozemci náskok 2:0 a prohráli 2:3. Advocaat se stal terčem kritiky za rozhodnutí střídat krátce po začátku druhého poločasu křídelníka a autora jednoho z gólů Arjena Robbena, za svým rozhodnutím hrát pouze na dva útočníky – van Nistelrooye a van der Meijdeho – si ovšem stál. Jelikož Německo prohrálo, byla nizozemská výhra nad Lotyšskem 3:0 pro postup do čtvrtfinále dostačující. Advocaat učinil dvě změny v sestavě, po červené kartě suspendovaného Johnnyho Heitingu nahradil Michael Reiziger, dalšího obránce, zraněného Wilfreda Boumu zastoupil zkušený Frank de Boer.
Proti Švédsku zůstal de Boer v sestavě, zápas se stal navzdory šancím obou týmů bezgólovým až do konce prodloužení. Penaltový rozstřel vyšel Nizozemcům, ti po výsledku 5:4 zamířili do semifinále. Semifinále se stalo maximem, domácí Portugalsko vyhrálo 2:1. Advocaat musel vyřešit zranění v obraně, tentokrát nemohl nastoupit de Boer a to otevřelo prostor pro Boumu. Nedostatečné výkony van der Meijdeho vyústily v jeho opomenutí v sestavě, do níž byl vměstnán Marc Overmars.

### Utrecht (2018–2019)
Po brzkém vyhazovu předchozího trenéra Jean-Paula de Jonga po pouhých čtyřech zápasech se stal Advocaat trenérem FC Utrecht. Sezonu zakončil na šestém místě a v play-off Utrechtu zajistil předkolo Evropské ligy.

### Feyenoord (2019–2021)
Na konci října 2019 se 72letý Advocaat stal koučem Feyenoordu, poté co byl po sérii špatných výsledků propuštěn Jaap Stam. Advocaat podepsal smlouvu do konce sezony.

### Irácká reprezentace (2021–)
Dne 31. července 2021 se stal trenérem Iráku a jeho cílem měl být postup na Mistrovství světa 2022. Advocaat se stal trenérem již sedmé reprezentace.

## Trenérské úspěchy
Zdroj:
SVV Schiedam
- Eerste Divisie, druhá nizozemská liga (1× vítěz a postup): 1989/90

PSV Eindhoven
- Eredivisie, první nizozemská liga (1× vítěz): 1996/97
- KNVB beker, nizozemský národní pohár (1× vítěz): 1995/96
- Johan Cruijff-schaal, nizozemský superpohár (3× vítěz): 1996, 1997, 2012

Glasgow Rangers
- Scottish Premiership (SPL), první skotská liga (2× vítěz): 1998/99, 1999/20
- Scottish Cup, skotský národní pohár (2× vítěz): 1998/99, 1999/20
- Scottish League Cup, skotský ligový pohár (1× vítěz): 1998/99

Nizozemská reprezentace
- Mistrovství Evropy: 2004 – bronzová medaile (3. místo)

Zenit Petrohrad
- Premier-Liga, první ruská liga (1× vítěz): 2007
- Ruský Superpohár (1× vítěz): 2007
- Pohár UEFA (1× vítěz): 2007/08
- Superpohár UEFA (1× vítěz) : 2008

Individuální
- nejlepší trenér roku ruské Premier-Ligy: 2008[21]

## Osobní život
Zisk Poháru UEFA přiměl představitele Petrohradu udělit Advocaatovi status čestného občana města, nizozemský trenér se tak stal prvním cizincem od roku 1866, který této pocty dosáhl.